# Daluis
Daluis est une commune française située dans le département des Alpes-Maritimes en région Provence-Alpes-Côte d'Azur. Ses habitants sont appelés les Daluisiens.

## Géographie

### Localisation
Daluis est située à 11 km de Guillaumes et 13 km d'Entrevaux.

### Géologie et relief
La commune se compose de 3 958,90 hectares de forêts et milieux semi-naturels (100 %).
Espaces naturels :
- Deux espaces protégés hors Natura 2000 :

Gorges De Daluis. Réserve naturelle régionale,
Périmètre de protection de la RNR des Gorges de Daluis.
- Un espace protégé Natura 2000 :

Sites à chauves souris - Castellet-Les-Sausses et Gorges de Daluis.
- Cinq zones naturelles d'intérêt écologique, faunistique et floristique (Znieff) :

Mont Saint-Honorat - Aiguilles de Pélens - Tête de L'Enconbrette,
Gorges de Daluis,
Le Var et ses principaux affluents,
Massif du Grand Coyer - Gorges de Saint-Pierre - Forêt domaniale du Haut Verdon - Le Courradour,
Dôme de Barrot - Tête de la Colombière - Mont Mayola - La Roudoule.

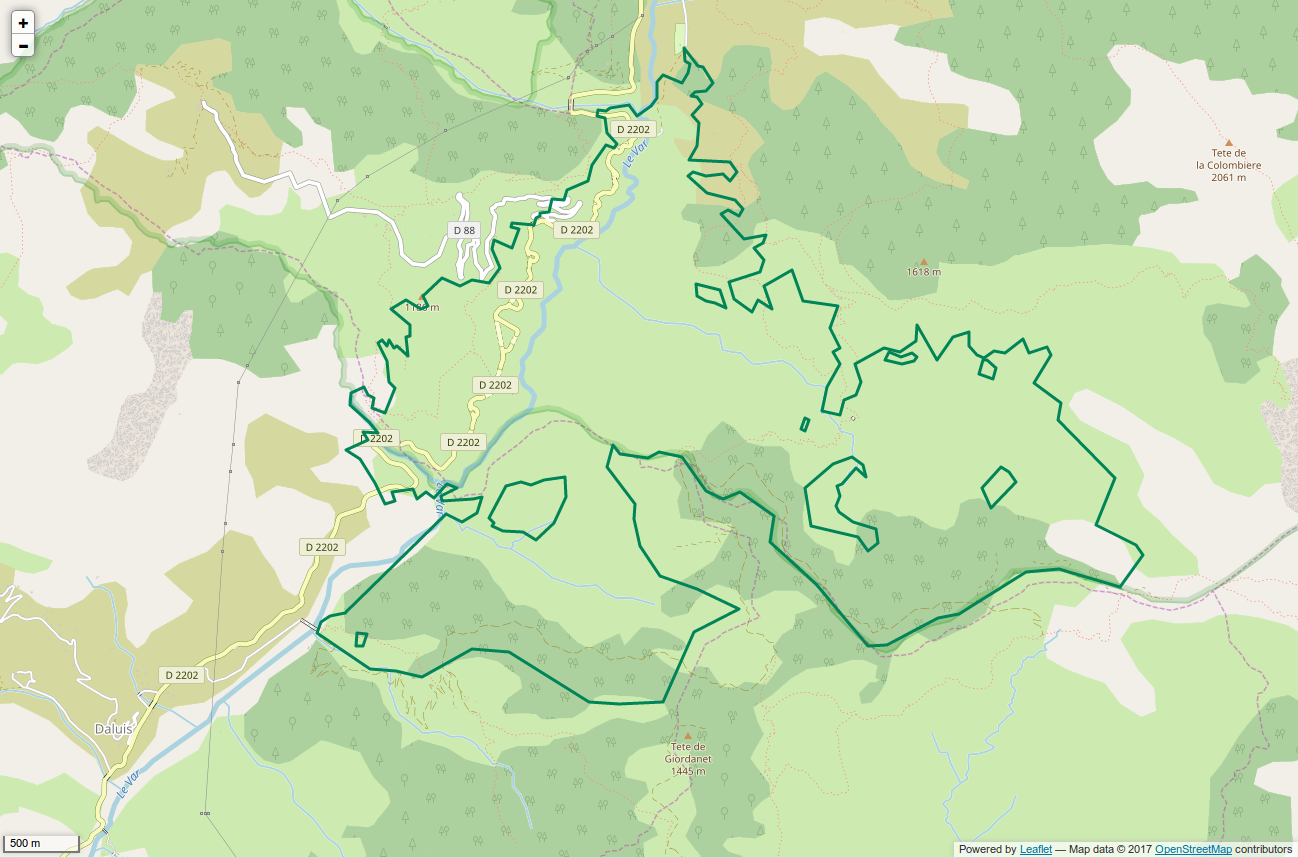
Périmètre de la Réserve naturelle régionale des gorges de Daluis des gorges de Daluis[11].
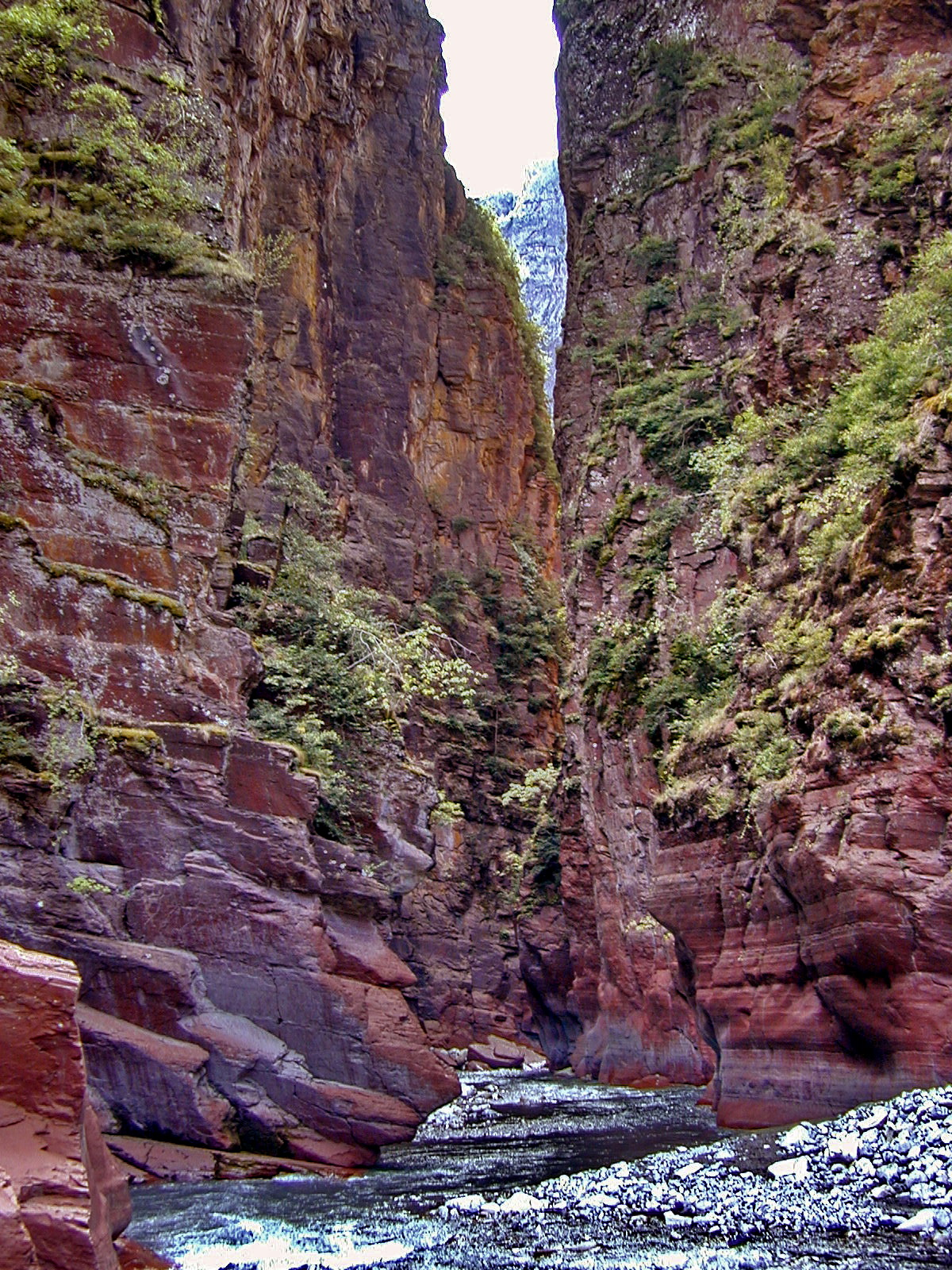
Les Gorges de Daluis et le haut-Var.

Les gorges de Daluis sont creusées par le Haut-Var dans des sols de pélite rouge. Elles ont été taillées par le Var dans l'extrémité ouest du dôme de Barrot.
Le dôme de Barrot correspond à une remontée de socle paléozoïque qui fait affleurer une épaisse série permienne.
Les derniers oliviers cultivés en remontant le Var se trouvaient en contrebas du village (voir la photo supra).

### Sismicité
Commune située dans une zone de sismicité moyenne,.

### Hydrographie et les eaux souterraines
Cours d'eau traversant la commune :
- Le Var (fleuve),
- 7 ruisseaux,
- Source du Chaudun,
- La grotte du Chat, rivière souterraine de 720 m de long, est particulièrement photogénique.

La commune a engagé un schéma directeur d'assainissement collectif.

### Climat
Pour des articles plus généraux, voir Climat de Provence-Alpes-Côte d'Azur et Climat des Alpes-Maritimes.
En 2010, le climat de la commune est de type climat des marges montargnardes, selon une étude du Centre national de la recherche scientifique s'appuyant sur une série de données couvrant la période 1971-2000. En 2020, Météo-France publie une typologie des climats de la France métropolitaine dans laquelle la commune est exposée à un climat de montagne ou de marges de montagne et est dans la région climatique  Alpes du sud, caractérisée par une pluviométrie annuelle de 850 à 1 000 mm, minimale en été.
Pour la période 1971-2000, la température annuelle moyenne est de 11,4 °C, avec une amplitude thermique annuelle de 17 °C. Le cumul annuel moyen de précipitations est de 1 052 mm, avec 5,6 jours de précipitations en janvier et 5,4 jours en juillet. Pour la période 1991-2020, la température moyenne annuelle observée sur la station météorologique de Météo-France la plus proche, « Péone », sur la commune de Péone à 13 km à vol d'oiseau, est de 7,9 °C et le cumul annuel moyen de précipitations est de 1 013,1 mm. 
La température maximale relevée sur cette station est de 31 °C, atteinte le 28 juin 2019 ; la température minimale est de −15,5 °C, atteinte le 28 février 2018,,.
Les paramètres climatiques de la commune ont été estimés pour le milieu du siècle (2041-2070) selon différents scénarios d'émission de gaz à effet de serre à partir des nouvelles projections climatiques de référence DRIAS-2020. Ils sont consultables sur un site dédié publié par Météo-France en novembre 2022.

### Intercommunalité
Commune membre de la Communauté de communes Alpes d'Azur et du Pays des Vallées d’azur Mercantour.
Depuis le 1er janvier 2014, Daluis fait en effet partie de la communauté de communes des Alpes d'Azur. Elle était auparavant membre de la communauté de communes de Cians Var, jusqu'à la disparition de celle-ci lors de la mise en place du nouveau schéma départemental de coopération intercommunale.

## Urbanisme
La commune dispose d'une carte communale approuvée.

### Typologie
Au 1er janvier 2024, Daluis est catégorisée commune rurale à habitat dispersé, selon la nouvelle grille communale de densité à 7 niveaux définie par l'Insee en 2022.
Elle est située hors unité urbaine et hors attraction des villes,.

### Occupation des sols
L'occupation des sols de la commune, telle qu'elle ressort de la base de données européenne d’occupation biophysique des sols Corine Land Cover (CLC), est marquée par l'importance des forêts et milieux semi-naturels (100 % en 2018), une proportion identique à celle de 1990 (100 %). La répartition détaillée en 2018 est la suivante : 
milieux à végétation arbustive et/ou herbacée (50,2 %), forêts (25,5 %), espaces ouverts, sans ou avec peu de végétation (24,3 %).
L'évolution de l’occupation des sols de la commune et de ses infrastructures peut être observée sur les différentes représentations cartographiques du territoire : la carte de Cassini (XVIIIe siècle), la carte d'état-major (1820-1866) et les cartes ou photos aériennes de l'IGN pour la période actuelle (1950 à aujourd'hui).

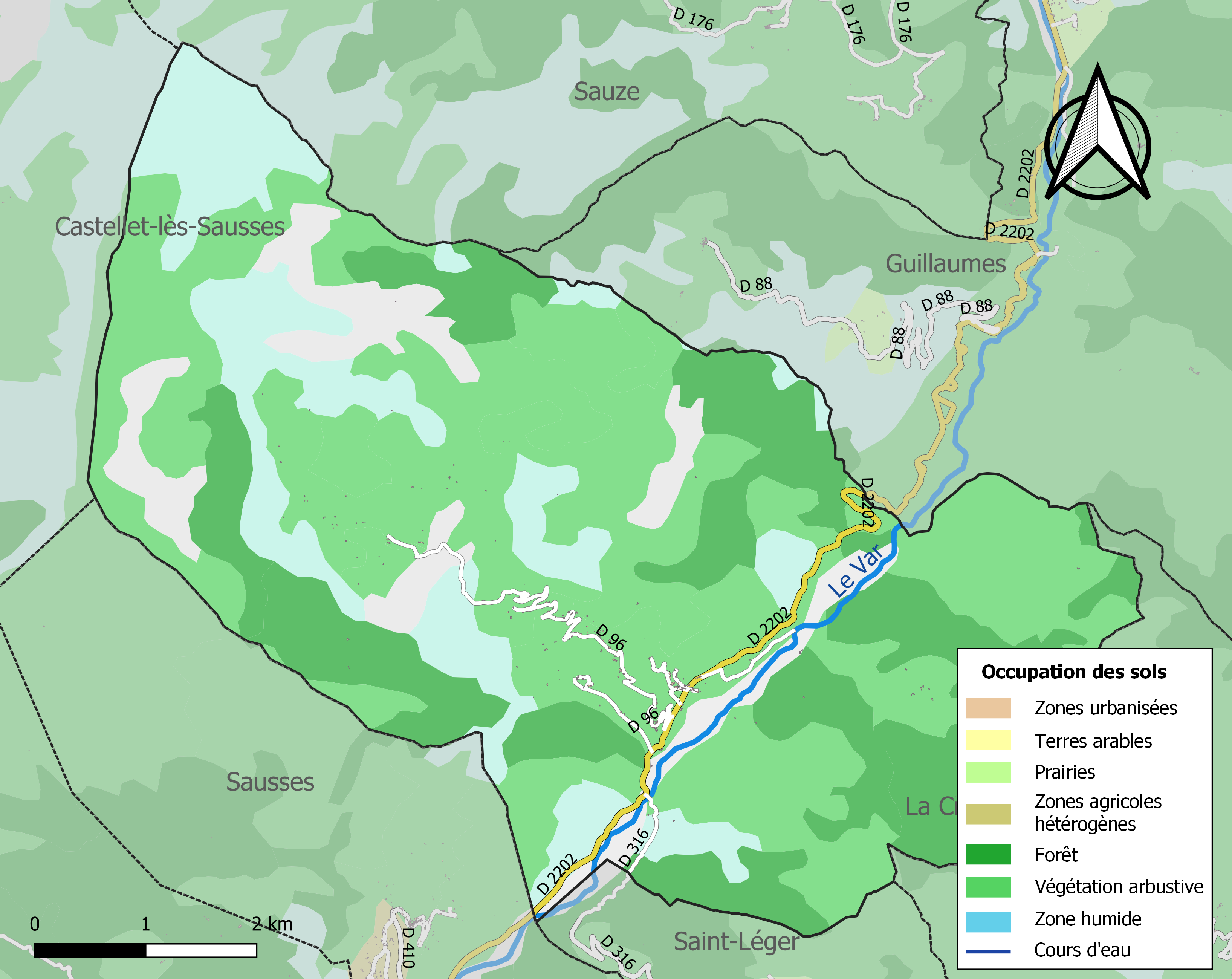
Carte de l'occupation des sols de la commune en 2018 (CLC).

### Voies de communications et transports

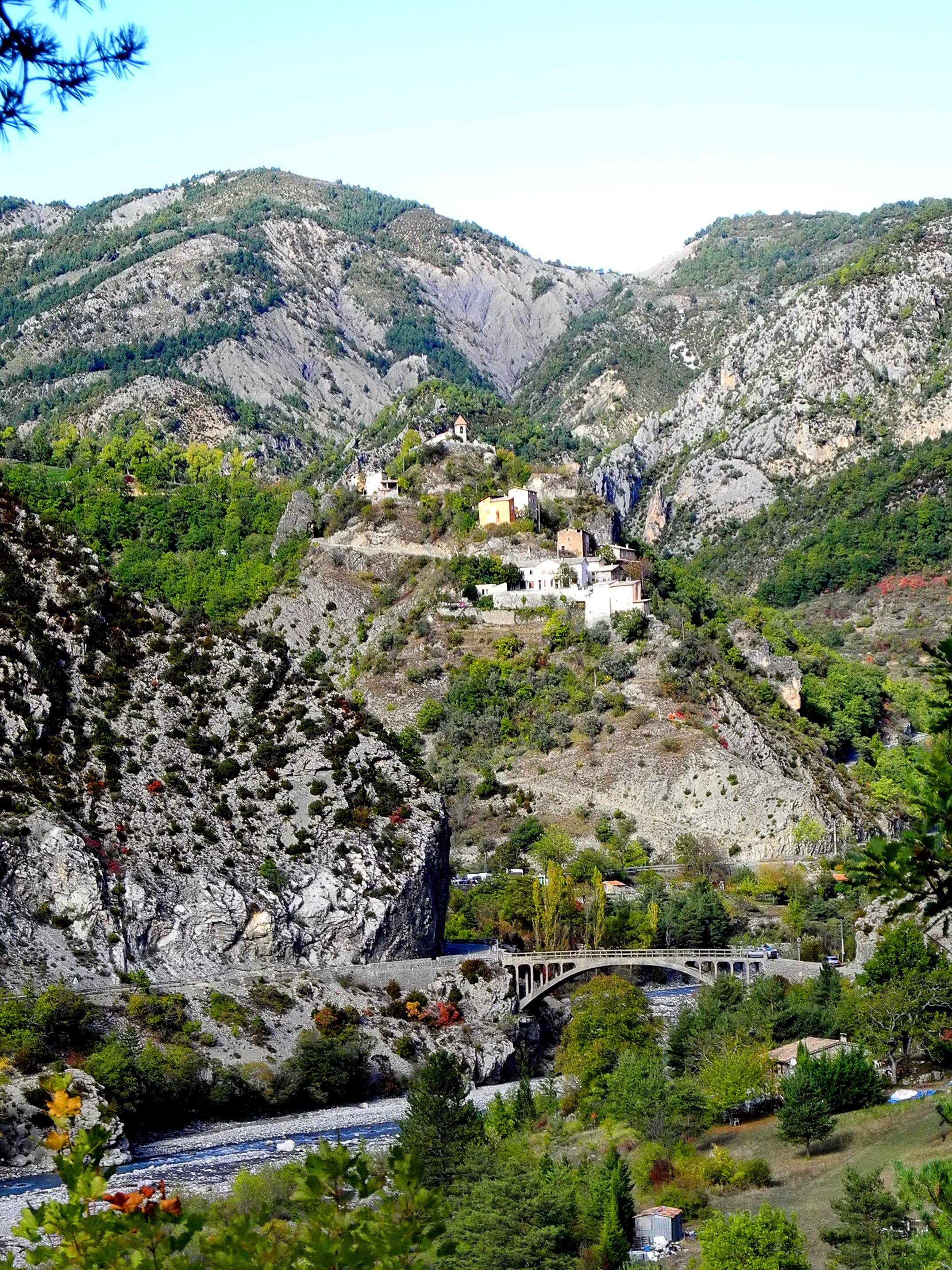
Pont de la D 316 vers La Vignasse et Saint-Léger. Village de Daluis en arrière-plan. En arrière-plan, les roches rouges du Dôme de Barrot.
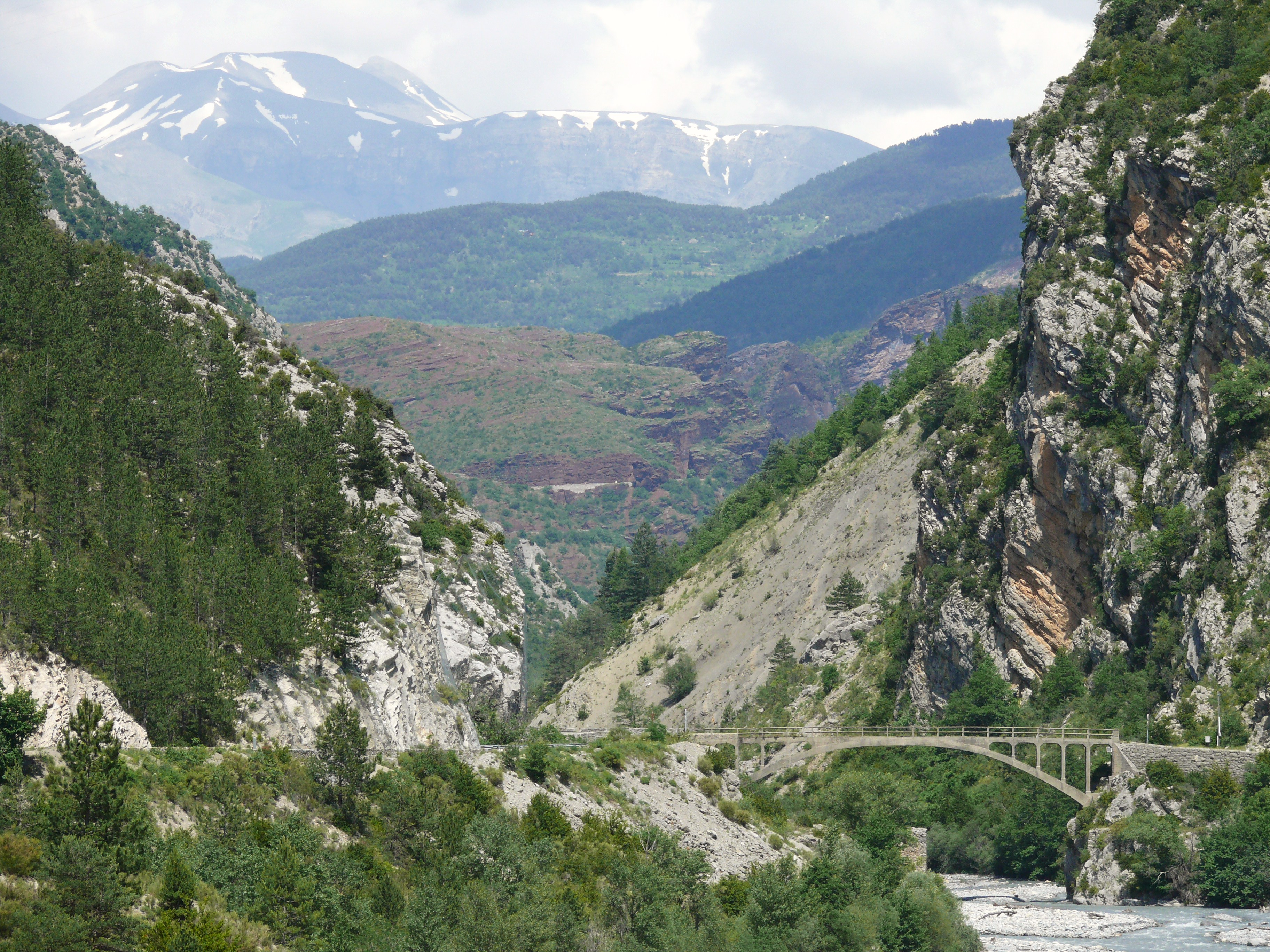
Vallée du Haut-Var près de Daluis - Pont de la D 316 vers la Vignasse.
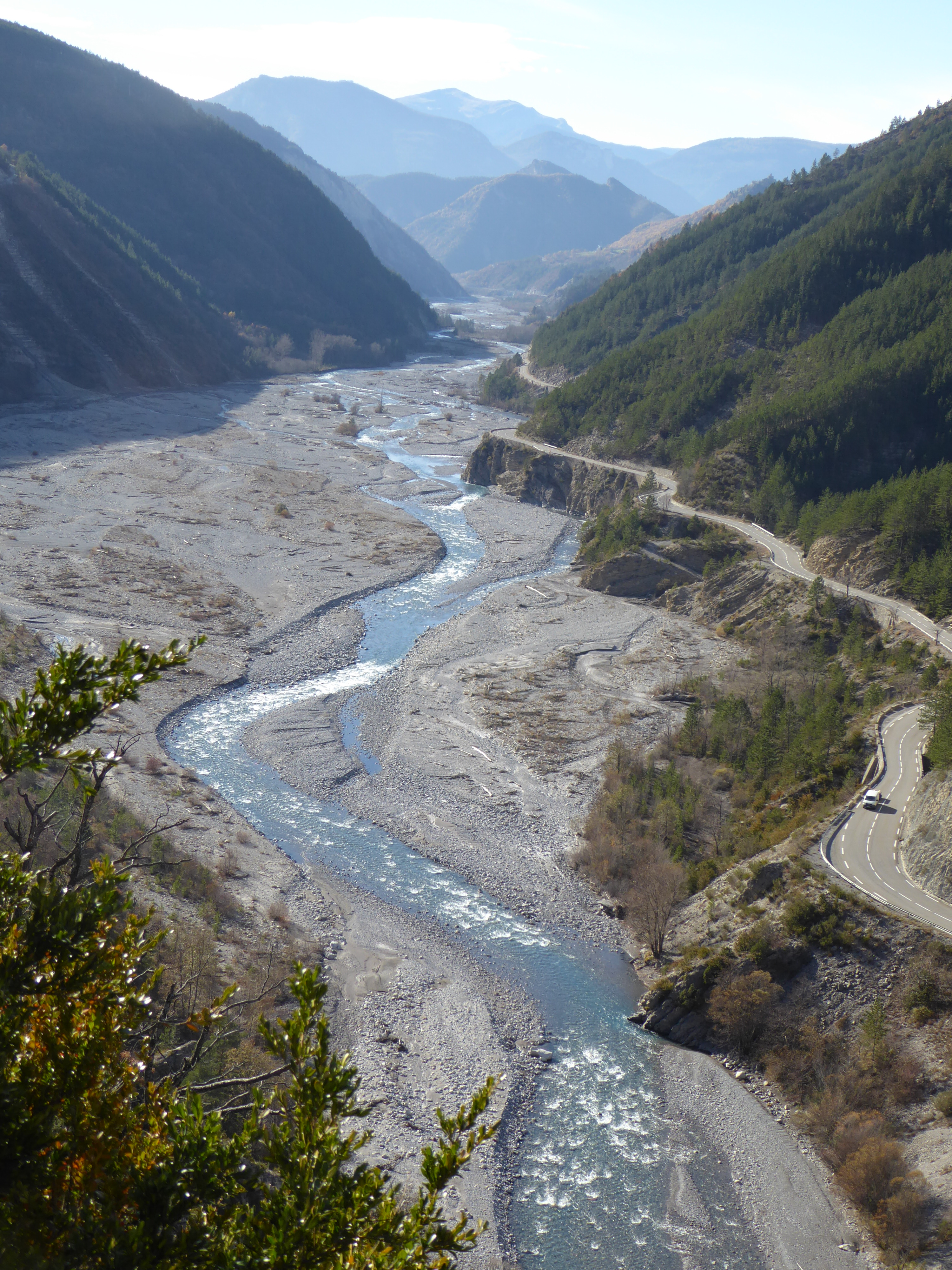
En aval du pont de la Faille à Daluis.
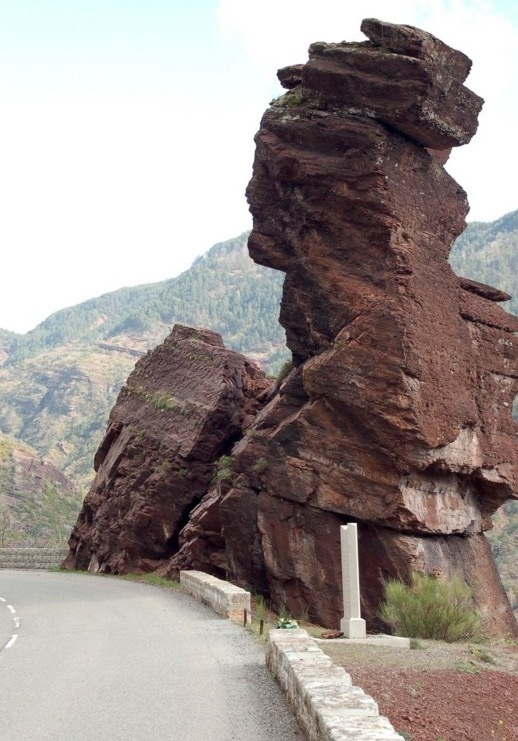
Roche affectant la forme d'une figure féminine, communément appelée "La tête de femme", "Gardienne des Gorges".
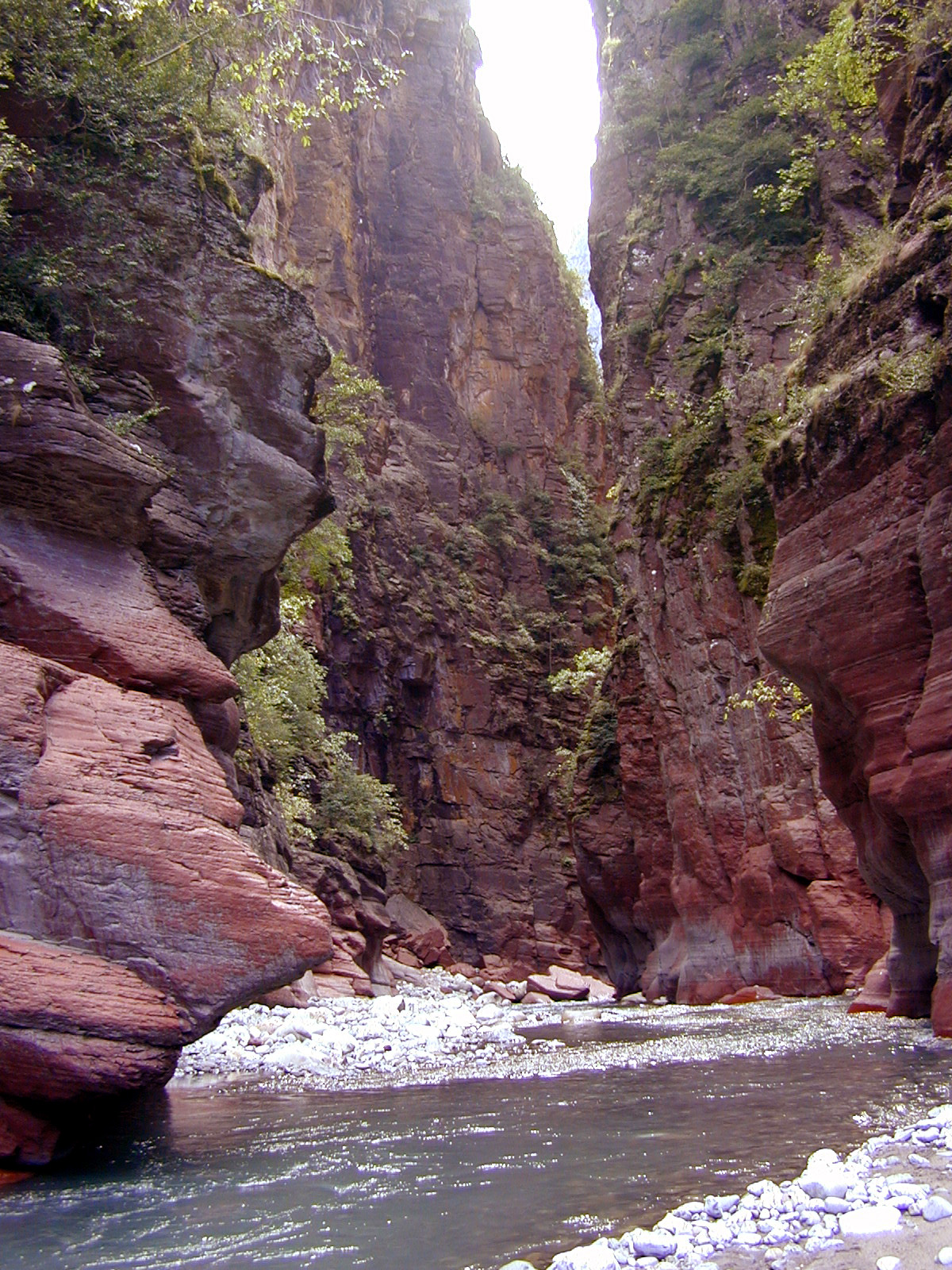
Les Gorges de Daluis et le haut-Var.

#### Voies routières
Village desservi par la route nationale 202 puis, à Pont de Gueydan, prendre la direction Guillaumes - Col de la Cayolle.

#### Transports en commun
Transport en Provence-Alpes-Côte d'Azur
- Réseau régional ZOU[30]
- Train des Pignes : Gare du Sud – Nice / Digne, arrêt Entrevaux (13 km d'Entrevaux)[31].

## Économie

### Entreprises et commerces

#### Agriculture
- L’agriculture et l’élevage[32].
- Producteurs truffiers.

#### Tourisme
- Auberge des Gorges de Daluis.
- Hôtels et gîtes à Sausses, Guillaumes, Entrevaux.
- Camping à Guillaumes.

#### Commerces
- Commerces ambulants[33].
- Commerces de proximité à Guillaumes, Entrevaux.
- Les mines de cuivre de Roua, situées sur les communes de Guillaume et de Daluis, ont fourni une grande variété de minerais[34].

## Histoire
Après la conquête romaine (achevée en 14 av. J.-C.), Auguste organise les Alpes en provinces. Le territoire de l’actuelle commune de Daluis dépend de la province des Alpes-Maritimes et est rattaché à la civitas de Glanate (Glandèves). À la fin de l’Antiquité, le diocèse de Glandèves reprend les limites de cette civitas.
La cité apparaît sous le nom de « Castrum de Adalueiso », puis de « Adalosio » au XIIIe siècle, puis Adaluys ou Addaluys, Adaluy (provençal).

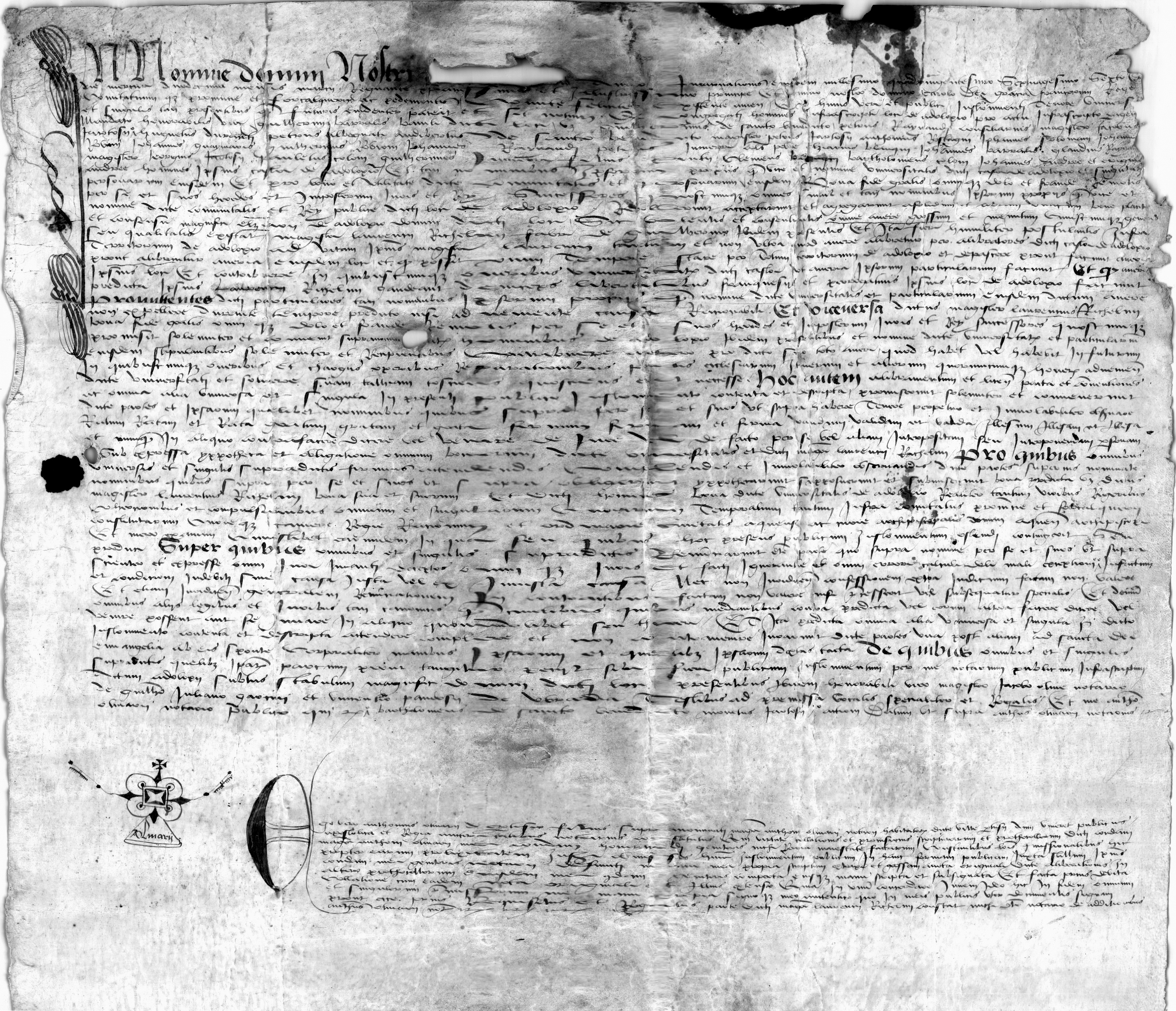
Acte d'habitation de Daluis (Archives de la famille de Clarens branche des familles De Barrême et De Villeneuve).

En 1348, le 18 février, signature de l'acte d'habitation de Daluis signé avec le seigneur de Barrême.
En 1388, après la mort de la reine Jeanne, à la différence des autres parties de l'est de la Provence qui rendront hommage au comte de Savoie, Daluis, comme Guillaumes, Entrevaux et Sausses se déclareront fidèles aux comtes de Provence de la maison d'Anjou. En 1481, comme le reste de la Provence, Louis XI étant héritier du dernier comte de Provence, Daluis a été intégré au royaume de France.
En 1760, un traité entre la France et le roi de Sardaigne rectifie la frontière et place Daluis et Guillaumes dans le comté de Nice.
Daluis faisait alors partie  du diocèse d’Entrevaux, et de la viguerie de Guillaumes.
Pendant la guerre des Alpes, entre la France républicaine et le royaume de Piémont-Sardaigne, le général autrichien de Wins qui commande l'armée austro-sarde établit un poste de commandement à Daluis en 1793.
À partir du 18 juillet 1944, les troupes allemandes installées à Touët-sur-Var lancent des attaques contre les maquis des Forces françaises de l'intérieur (FFI) par les vallées du Haut-Var et du Cians. Ces premières attaques ayant échoué, elles reprennent le lendemain par les crêtes. Les maquisards débordés abandonnent leurs positions près de Daluis pour remonter vers Guillaumes puis vers Entraunes.

### Les Templiers et les Hospitaliers
La cité appartient à la branche de Daluis de la famille de Castellane-Villeneuve. Elle sera ensuite une dépendance des Templiers et, après leur condamnation, aux Hospitaliers de l'ordre de Saint-Jean de Jérusalem. La cité appartiendra enfin aux Villeneuve-Beauregard.

## Héraldique
| Blason de Daluis | Blason  | De gueules au château donjonné de trois tours d’or,. |
| Blason de Daluis | Détails | Le statut officiel du blason reste à déterminer.     |

## Politique et administration
| Période   | Période  | Identité    | Étiquette | Qualité                    |
| --------- | -------- | ----------- | --------- | -------------------------- |
| mars 2001 | 2014     | Paul Nobizé |           |                            |
| mars 2014 | En cours | Guy Maunier | DVD       | Retraité de l'enseignement |

### Budget et fiscalité 2025
En 2025, le budget de la commune était constitué ainsi :
- total des produits de fonctionnement : 224 000 €, soit 1 575 € par habitant ;
- total des charges de fonctionnement : 191 000 €, soit 1 343 € par habitant ;
- total des ressources d'investissement : 115 000 €, soit 812 € par habitant ;
- total des emplois d'investissement : 142 000 €, soit 998 € par habitant ;
- endettement : 26 000 €, soit 186 € par habitant.

Avec les taux de fiscalité suivants :
- taxe d'habitation : 16,74 % ;
- taxe foncière sur les propriétés bâties : 17,53 % ;
- taxe foncière sur les propriétés non bâties : 11,70 % ;
- taxe additionnelle à la taxe foncière sur les propriétés non bâties : 0,00 % ;
- cotisation foncière des entreprises : 0,00 %.

Chiffres clés Revenus et pauvreté des ménages en 2021 : médiane en 2021 du revenu disponible, par unité de consommation : 16 980 €.

## Population et société

### Démographie

#### Évolution démographique
L'évolution du nombre d'habitants est connue à travers les recensements de la population effectués dans la commune depuis 1793. Pour les communes de moins de 10 000 habitants, une enquête de recensement portant sur toute la population est réalisée tous les cinq ans, les populations de référence des années intermédiaires étant quant à elles estimées par interpolation ou extrapolation. Pour la commune, le premier recensement exhaustif entrant dans le cadre du nouveau dispositif a été réalisé en 2005.

En 2022, la commune comptait 145 habitants, en évolution de −0,68 % par rapport à 2016 (Alpes-Maritimes : +2,85 %, France hors Mayotte : +2,11 %).
| 1793 | 1800 | 1806 | 1822 | 1838 | 1848 | 1858 | 1861 | 1866 |
| ---- | ---- | ---- | ---- | ---- | ---- | ---- | ---- | ---- |
| 366  | 405  | 402  | 429  | 463  | 466  | 350  | 374  | 360  |

| 1872 | 1876 | 1881 | 1886 | 1891 | 1896 | 1901 | 1906 | 1911 |
| ---- | ---- | ---- | ---- | ---- | ---- | ---- | ---- | ---- |
| 385  | 401  | 413  | 403  | 405  | 389  | 392  | 403  | 425  |

| 1921 | 1926 | 1931 | 1936 | 1946 | 1954 | 1962 | 1968 | 1975 |
| ---- | ---- | ---- | ---- | ---- | ---- | ---- | ---- | ---- |
| 285  | 325  | 307  | 261  | 235  | 209  | 182  | 202  | 185  |

| 1982 | 1990 | 1999 | 2005 | 2006 | 2010 | 2015 | 2020 | 2022 |
| ---- | ---- | ---- | ---- | ---- | ---- | ---- | ---- | ---- |
| 124  | 110  | 132  | 121  | 120  | 148  | 148  | 141  | 145  |

### Enseignement
Établissements d'enseignements dépendant de l'Académie de Nice :
- École maternelle,
- École primaire,
- Collège à Puget-Théniers,
- Lycée à Valdeblore.

### Santé
Professionnels et établissements de santé :
- Médecins à Entrevaux, Guillaume, Puget-Théniers,
- Pharmacies à Entrevaux, Guillaume,
- Hôpitaux à Puget-Théniers, Villars-sur-Var.

### Cultes
- Culte catholique, Paroisse Saint-Jean-Baptiste[47], Diocèse de Nice.

## Lieux et monuments
Patrimoine religieux :
- Église Saint Célestin, reconstruite à la fin du XIXe siècle, après le tremblement de terre[48],
- Chapelle du hameau de Saint-Martin[49],
- Ruine chapelle Sainte Trinité Haute Salette[50],[51],
- Chapelle privée Sainte Pétronille,
- Oratoires Saint-Jacques de la Pinéa[52], Saint Jean,
- Une de la série des bornes frontalières qui jalonnent la limite communale entre Sausses et Daluis[53].
- Le Monument aux morts[54],[55].

Autres patrimoines :
- Ruines du château, cité vers 1200 et 1252, détruit au XIVe siècle. Il est restauré au XVe siècle et en ruine en 1793[56],
- La Grotte du Chat, avec environ 800 m de galeries.

## Sports de nature
- Le saut à l'élastique à partir du pont de la Mariée[57].

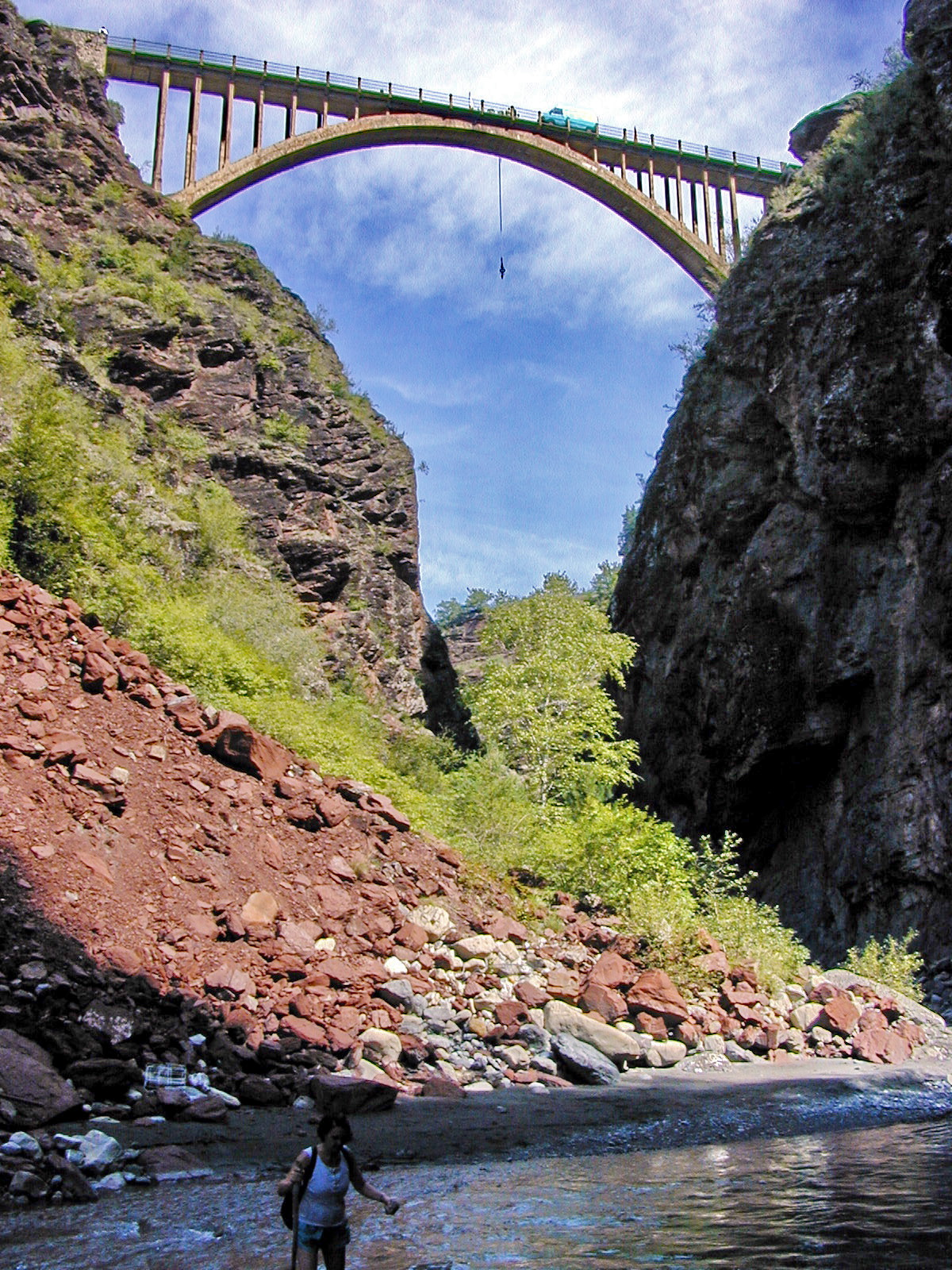
Saut à l'élastique depuis le pont de la Mariée, au nord des gorges.
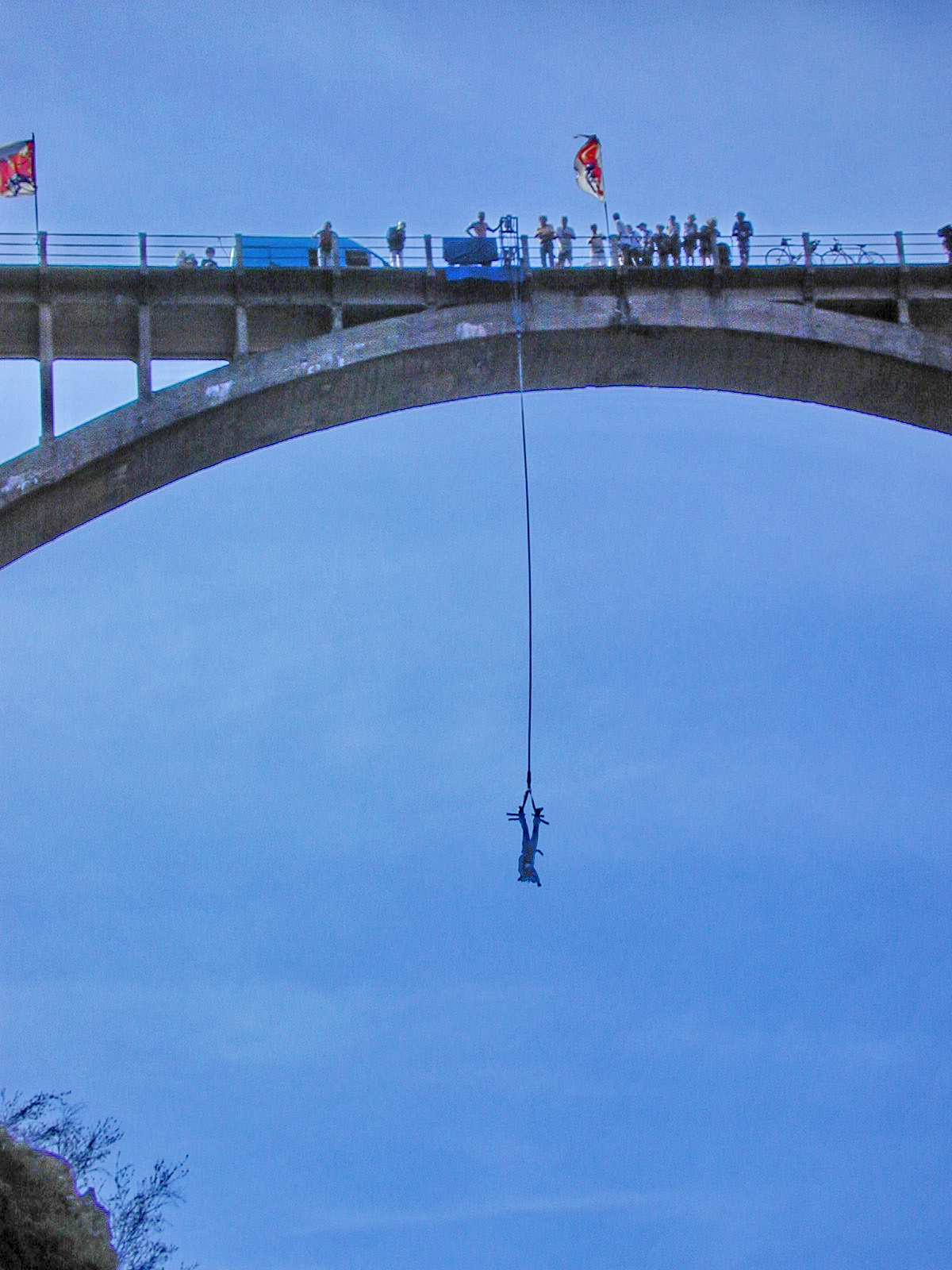
Saut à l'élastique depuis le pont de la Mariée, au nord des gorges.
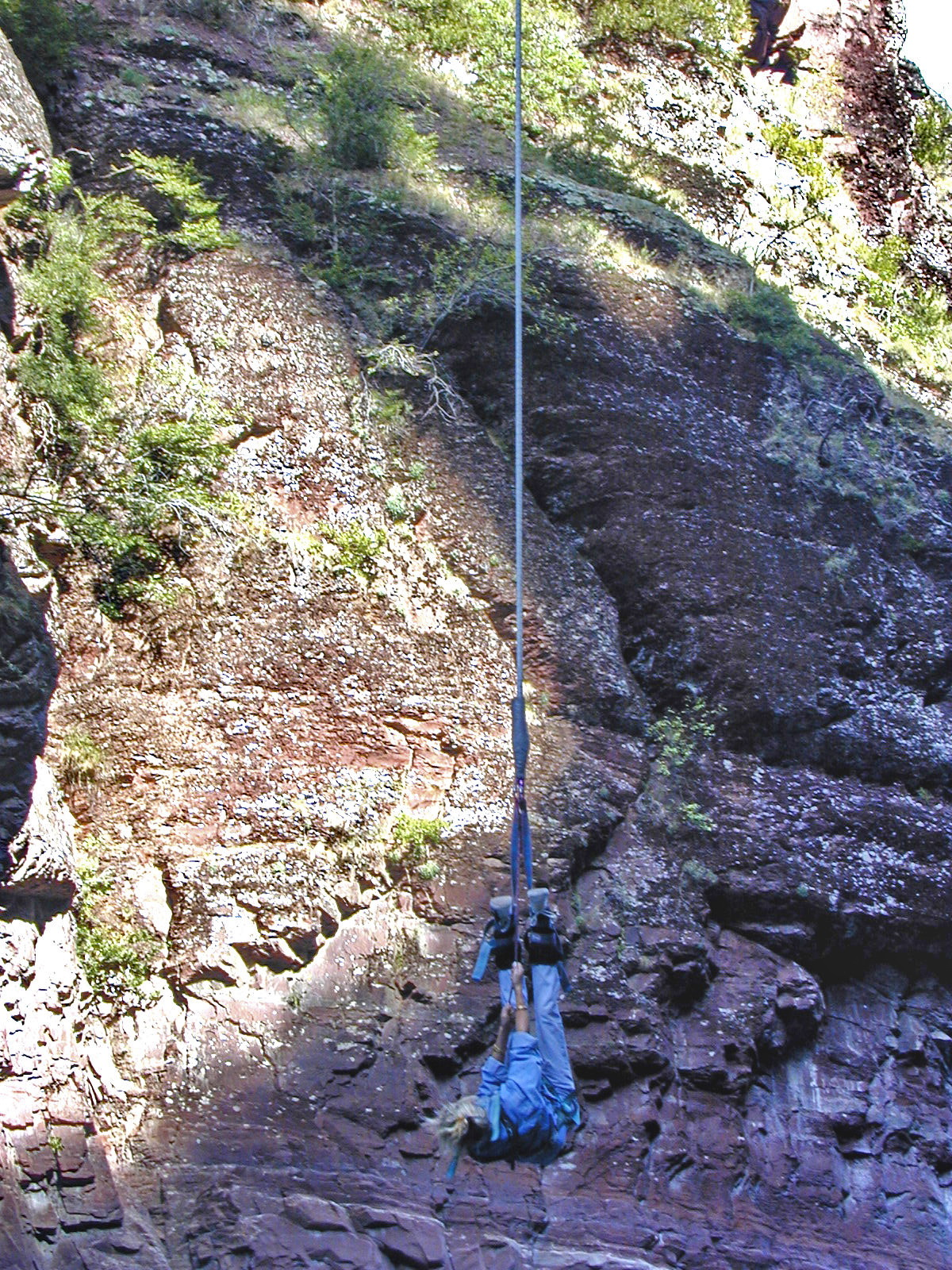
Saut à l'élastique depuis le pont de la Mariée, au nord des gorges.

- Le canyoning[58],[59],[60] dans le vallon et la clue d'Amen, qui débouche au milieu des gorges de Daluis, en rive gauche.

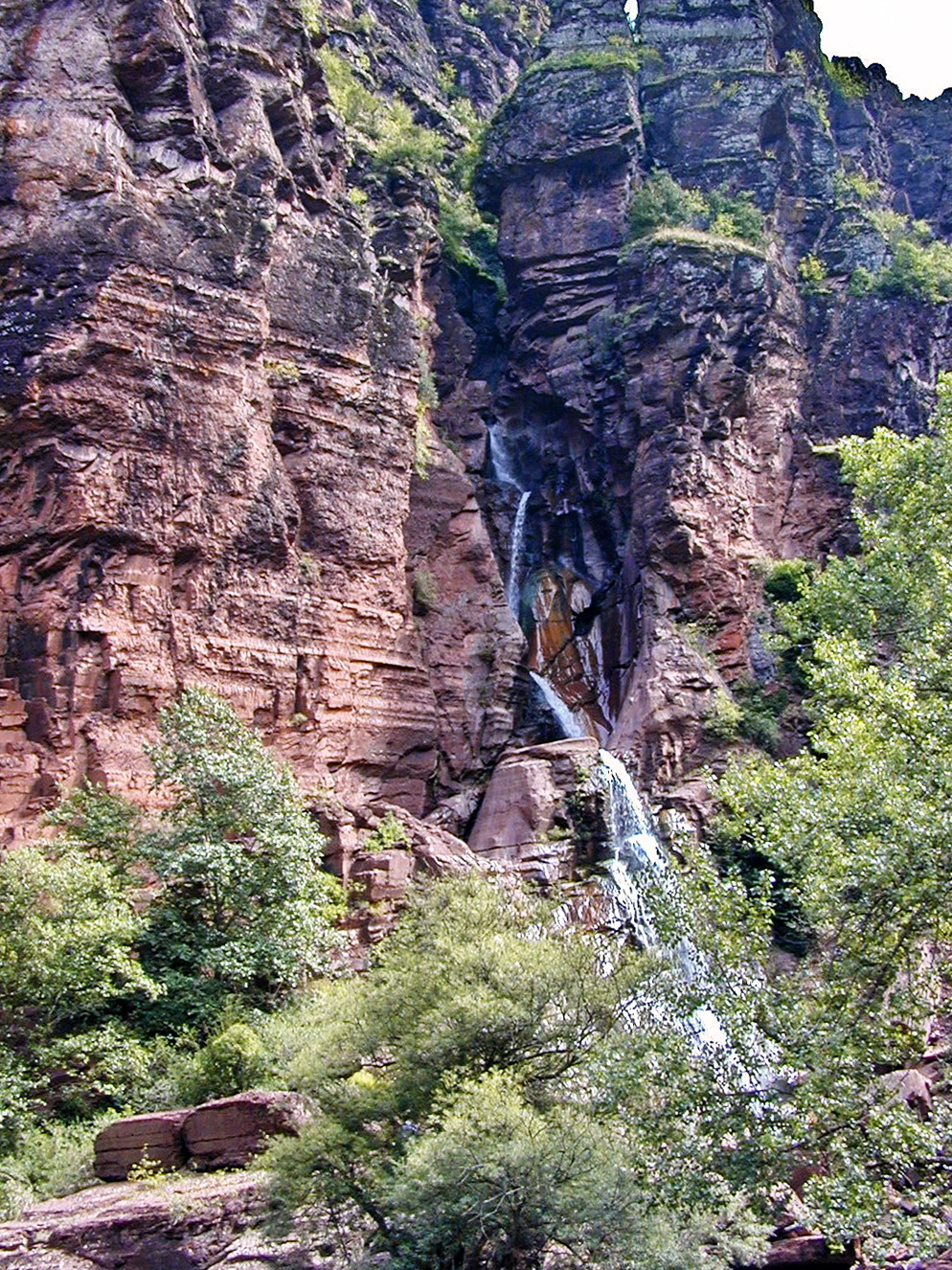
Descente finale de la clue d'Amen en rive gauche des gorges de Daluis.
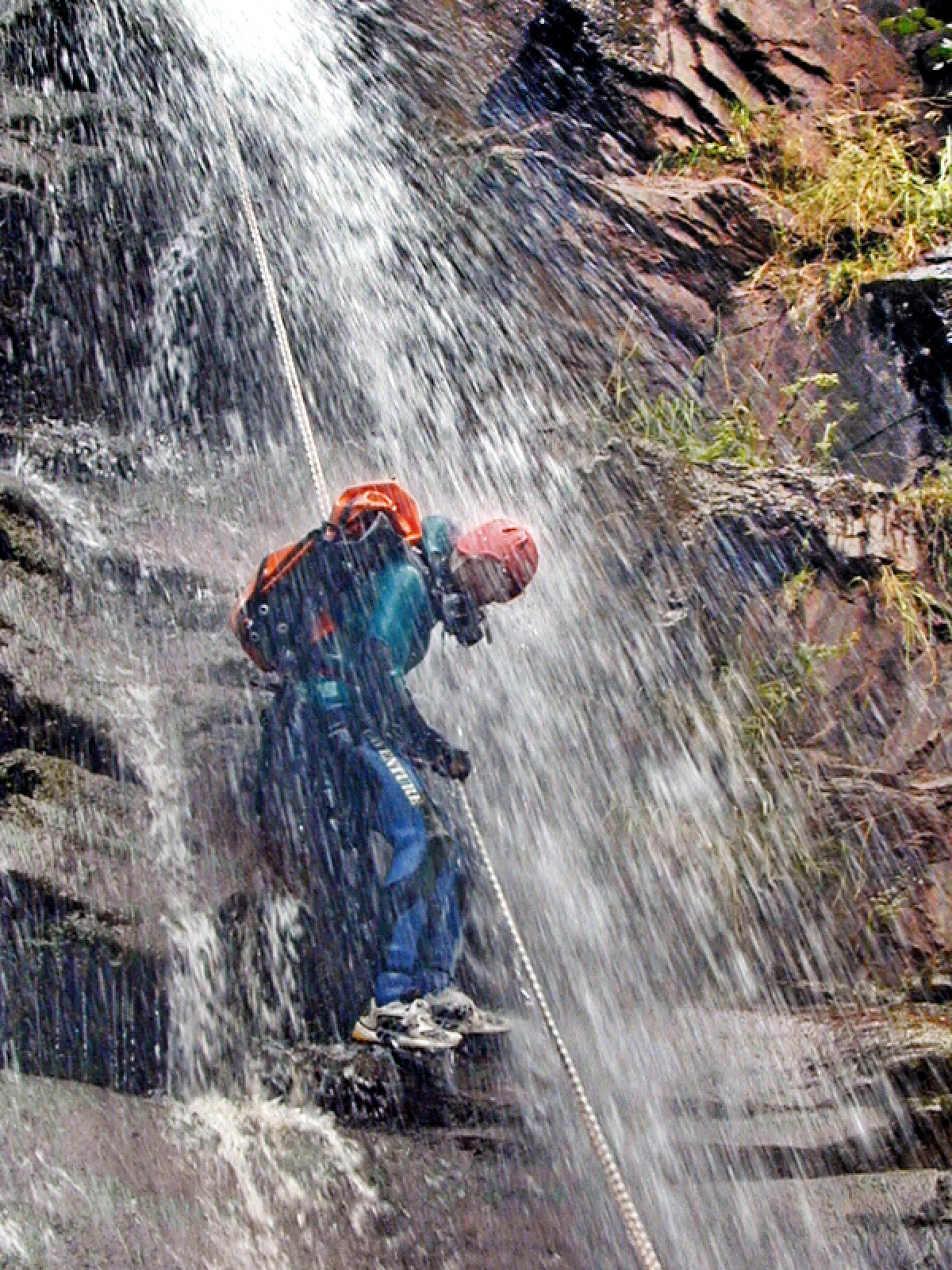
Descente finale de la clue d'Amen en rive gauche des gorges de Daluis.
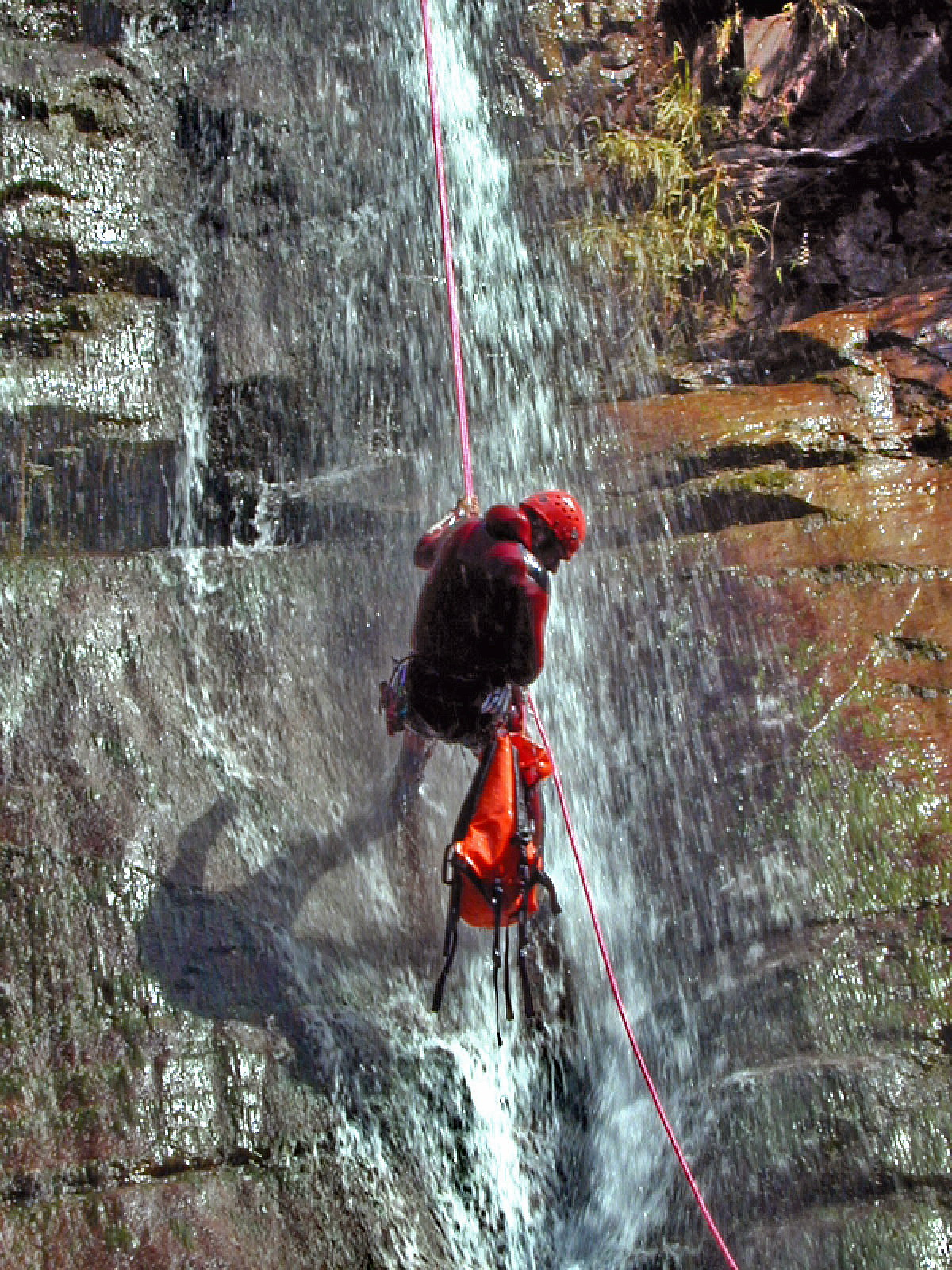
Descente finale de la clue d'Amen en rive gauche des gorges de Daluis.
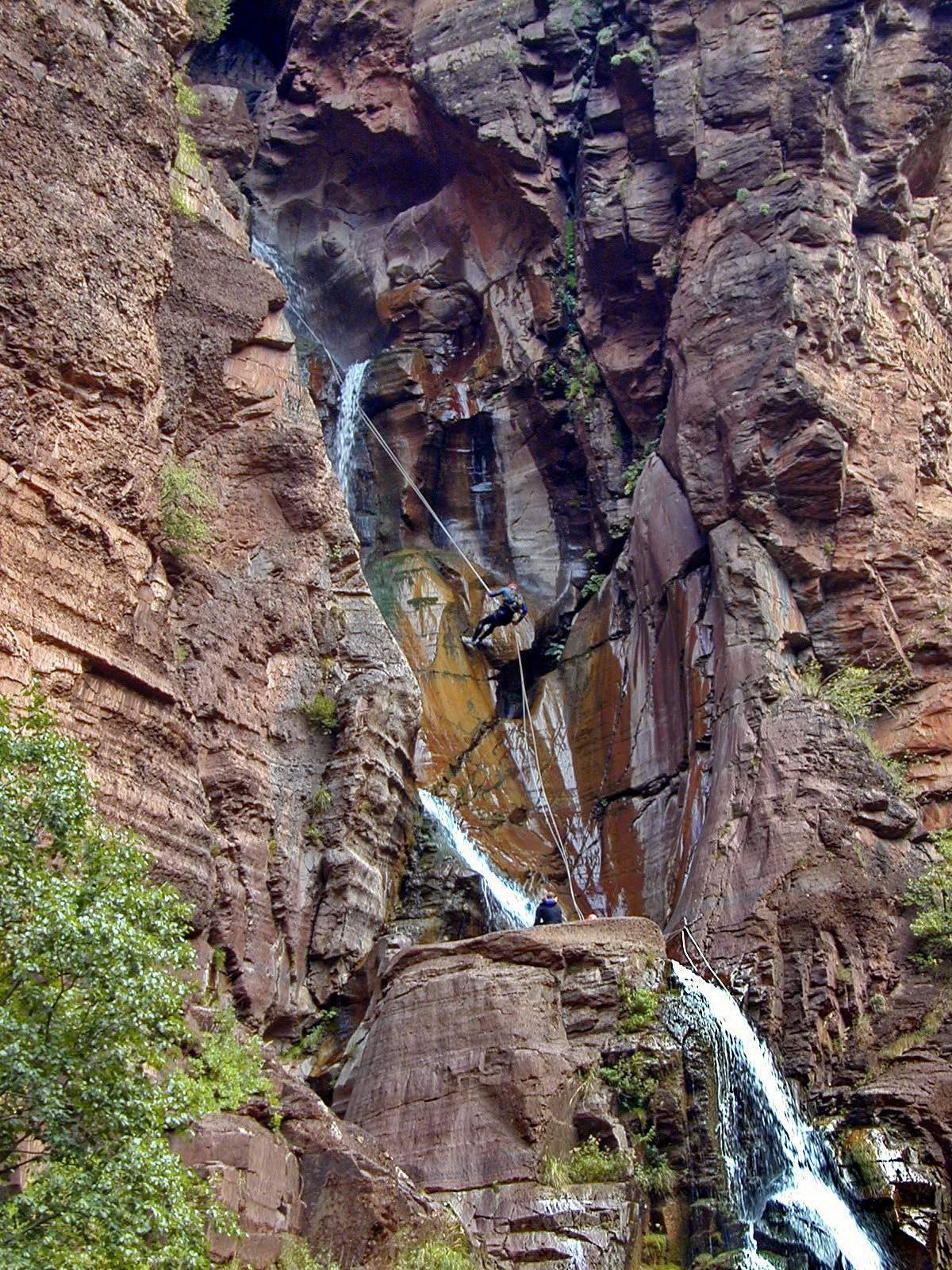
Descente finale de la clue d'Amen en rive gauche des gorges de Daluis.

- La spéléologie[61] : la grotte du Chat.

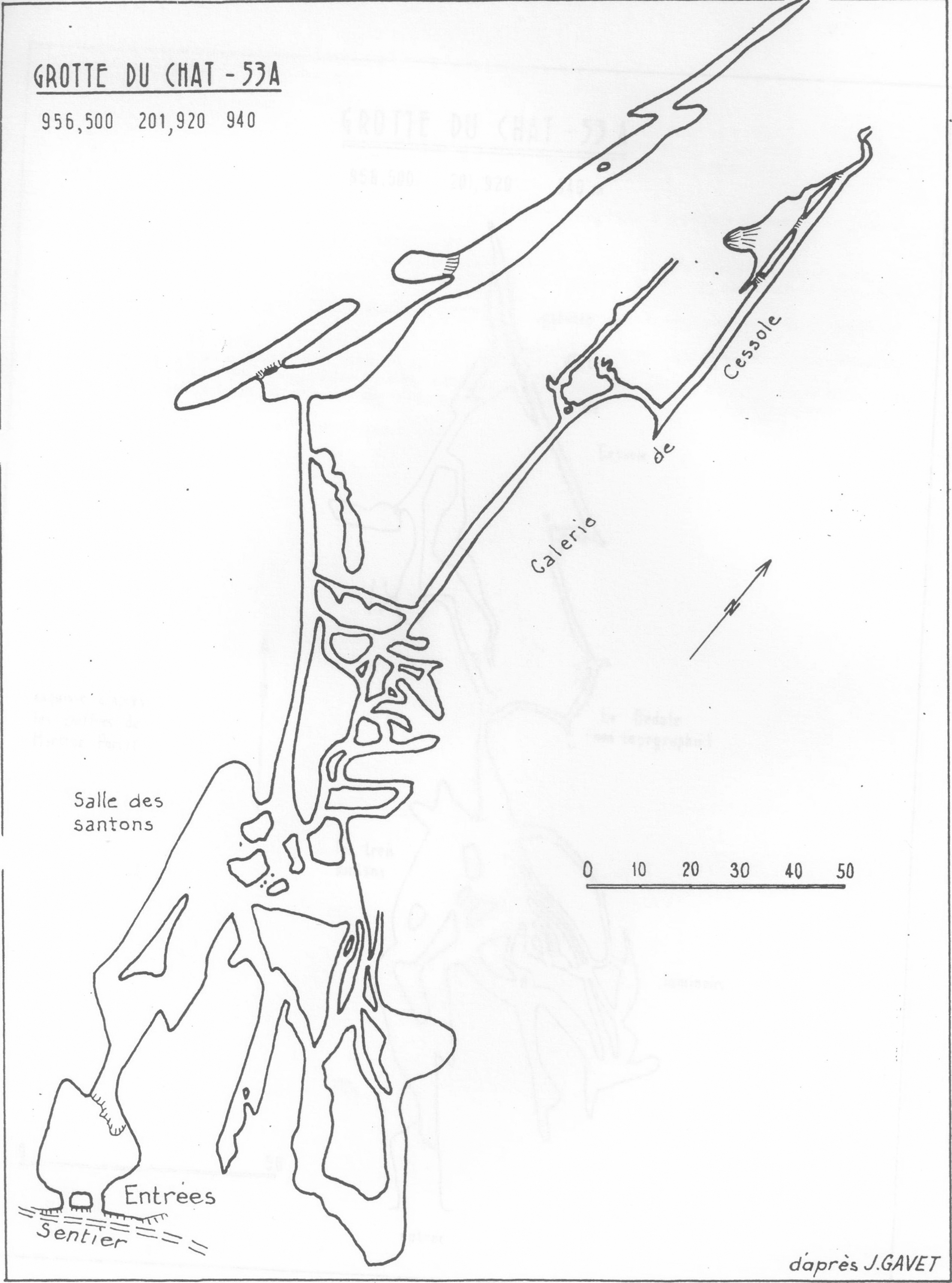
Plan de la grotte du Chat (Yves Créach).
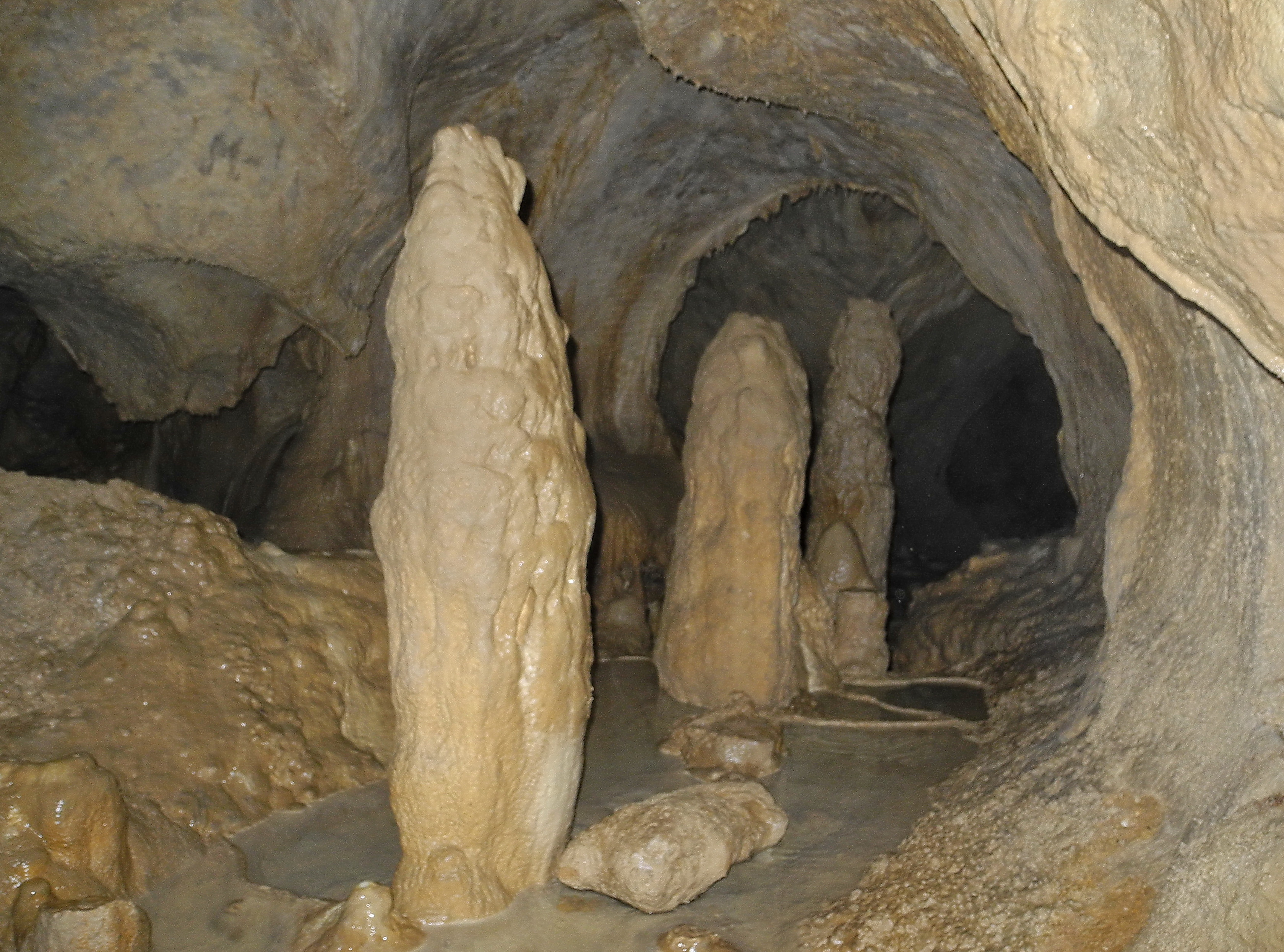
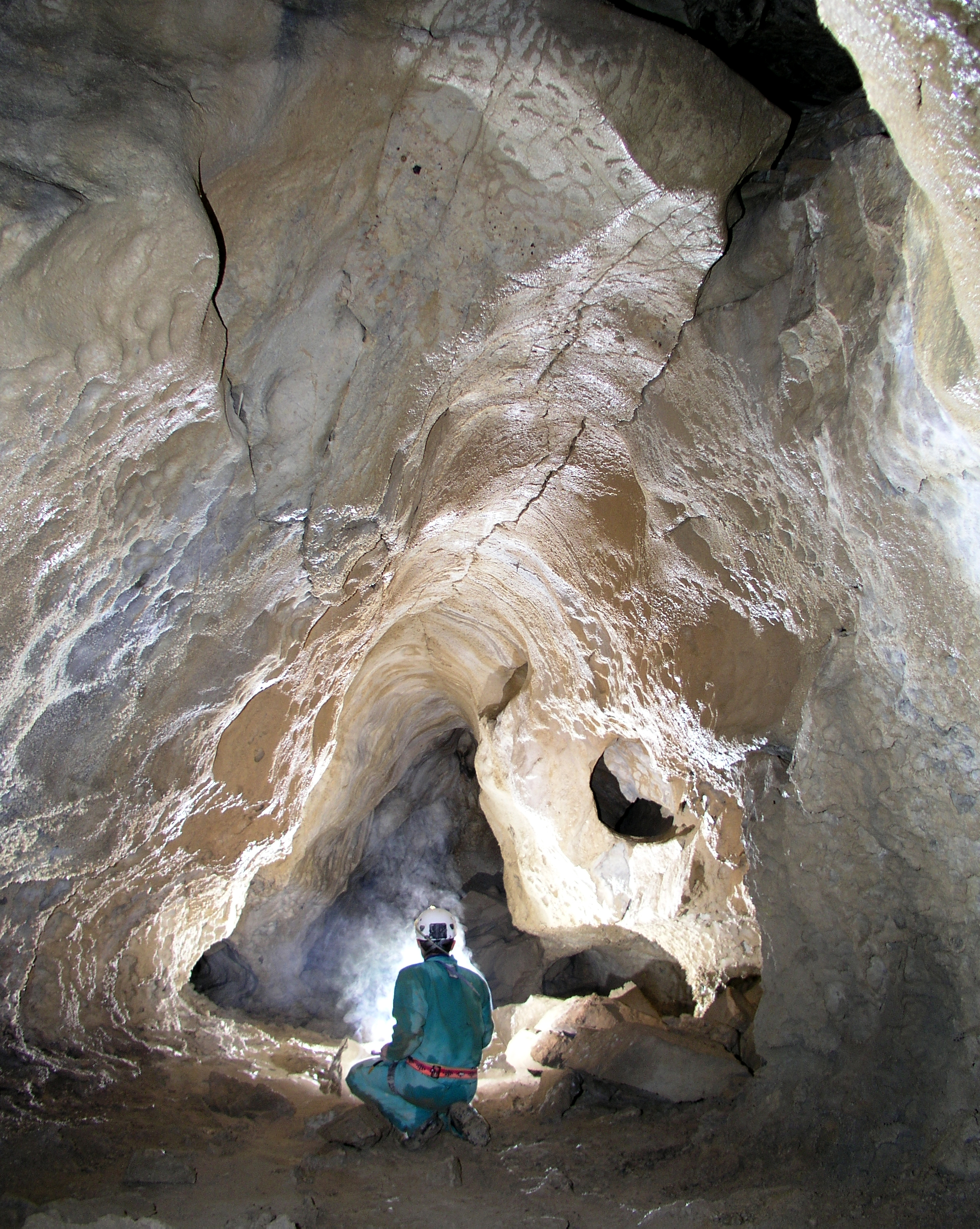
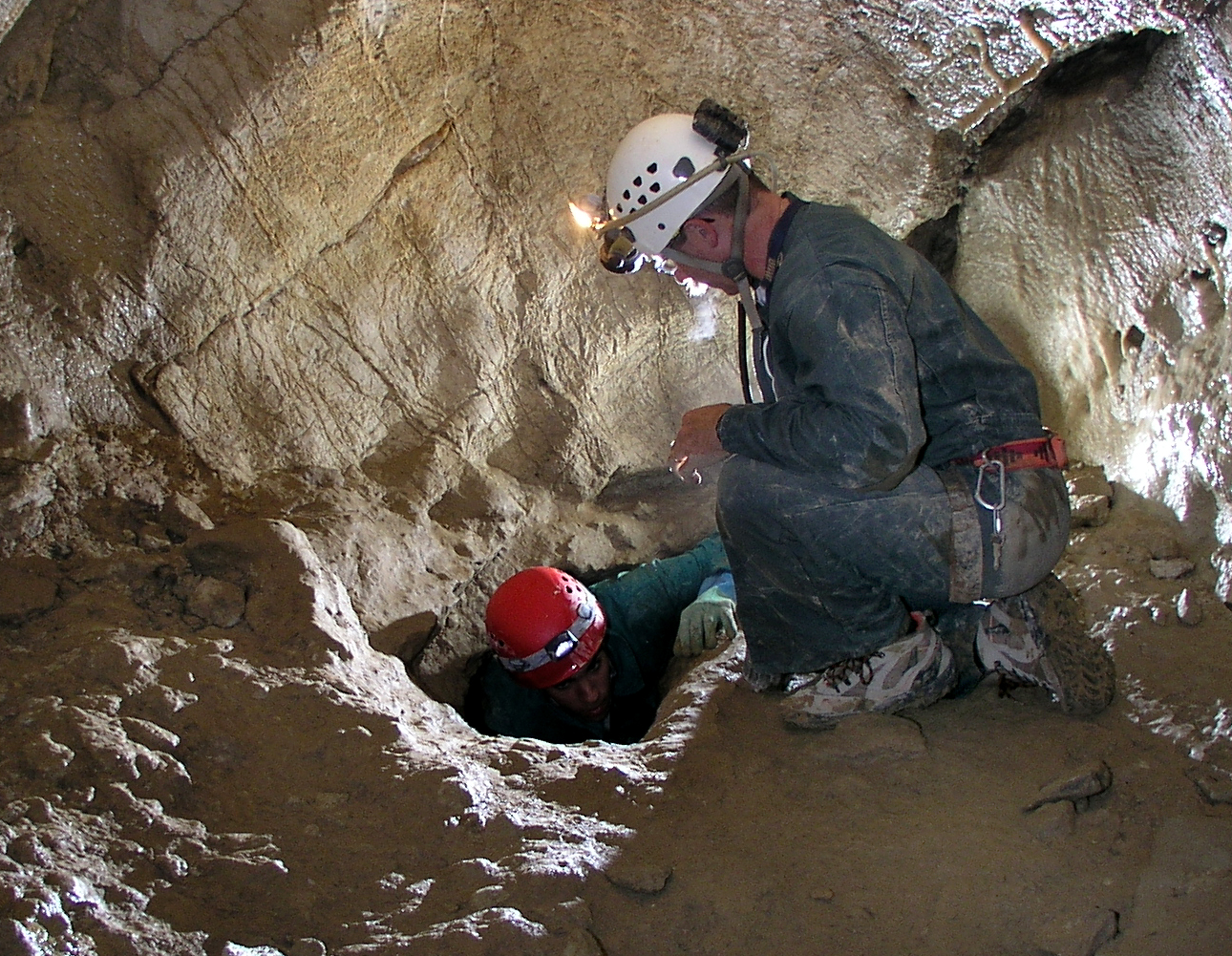

## Personnalités liées à la commune
- Célestin Freinet fit un remplacement à l'école de Daluis lors de sa première année d'enseignement, du 28 avril 1919 à la fin du mois de juillet. Il logeait à l'auberge en bord de route.